# Ufficio Programmazione Economica e Centro Elaborazione Dati e Statistica
Das Ufficio Programmazione Economica e Centro Elaborazione Dati e Statistica (kurz UPECEDS) ist das Statistische Amt der Republik San Marino.
Das Amt erbringt Serviceleistungen im Bereich Information und Analyse für die Regierungstätigkeit und zur Förderung der Wirtschaft. Das Statistikamt wurde 1969 im Auftrag des Kongresses gegründet und erhielt seine offizielle Anerkennung 1972.

## Aufgaben
Das UPECEDS befasst sich hauptsächlich mit statistischen Aufgaben wie etwa mit Volkszählungen, mit Daten der Industrie, des Dienstleistungssektors und der Landwirtschaft, mit Stichprobenerhebungen der Haushalte, mit Konjunkturumfragen (zum Beispiel Preise, Außenhandel, Institutionen, Unternehmen), mit Beschäftigungsdaten des Arbeitsmarktes, mit der Klimastatistik, mit den Daten der Kraftfahrzeug-Zulassungen und mit den Tourismusdaten.

## Rechtsgrundlage
Die Verpflichtung zur Objektivität, Neutralität und wissenschaftlicher Unabhängigkeit sowie die Aufgaben des Statistischen Amtes und die Vorschriften zur statistischen Geheimhaltung sind im Gesetz L.22/12/1972 n.41 geregelt. Seit April 2008 ist die Republik San Marino dem GDDS (General Data Dissemination System) beigetreten, einem allgemeinen Datenverbreitungssystem, das vom Internationalen Währungsfonds (IMF) im Dezember 1997 eingeführt wurde.

## Publikationen
UPECEDS veröffentlicht eine Vielzahl von periodischen und einmaligen Publikationen, die auch in digitaler Form kostenlos heruntergeladen werden können.